# Мерседес Кабельо де Карбонера
Мерсе́дес Кабе́льо де Карбоне́ра (ісп. Mercedes Cabello de Carbonera, також Хуа́на Мерсе́дес Кабе́льо Льйо́са ісп. Juana Mercedes Cabello Llosa; *7 лютого 1845 — 12 жовтня 1909) — перуанська письменниця; одна з зачинательок реалізму в літературі Перу й одна з перших перуанських феміністок.

## З життєпису
Народилась у забезпеченій родині. Її батько і дядько багато подорожували і привезли в 1830 році добре дібрану бібліотеку з Франції. Мерседес Кабельо самостійно і за допомогою домашніх учителів добре вивчила французьку мову, що в подальшому дозволило їй швидко знайомитися з книжними новинками з Франції. У 20-річному віці вона переїхала в Ліму, де стала членкинею літературного салону.
У 1867 році одружилася з доктором Урбано де Карбонера, який мав приватну практику в Лімі. Чоловік був азартним гравцем, тому шлюб був бездітним і нещасливим. Пізніше вони розлучились.
Мерседес Кабельо дебютувала в літературі серією статей про становище жінок, у яких дуже чітко відзначила підлегле становище жіноцтва у тогочасному суспільстві, незалежно від того, до якого класу вони належали.
У 1900 році через депресію, марення і крайню меланхолію після спроби підпалу будинку, в якому проживала разом з братом, потрапила в психіатричну лікарню.
Мерседес Кабельо померла в лікарні через 9 років, 12 жовтня 1909 року, від психічного розладу (вважається, що її хворобу спричинив сифіліс, яким вона заразилася від чоловіка).

## З доробку
Мерседес Кабельо де Карбонера — авторка 6 романів, з яких найбільшим успіхом користувалися «Бланка Соль» (1888), «Наслідки» (1890) і «Змовник» (1892). Вона також писала численні статті і нариси з літературних і соціальних тем, виступаючи, зокрема, за емансипацію жінок. Залишившись незрозумілою сучасникам, вона зазнавала нападок з боку авторів-чоловіків.
Головна тема творів письменниці — Ліма, її політичне та світське життя. Поборниця жіночої емансипації, вихована на ідеях позитивістської філософії, Мерседес Кабельо в історії перуанської літератури вважається зачинательницею реалізму.
Взявшись за тему корупціі і розорення вищих суспільних шарів (романи «Бланка Соль» і «Наслідки»), письменниця, за словами Тамайо Варгаса, «хотіла створити реалістичну літературу в (Латинської) Америці, але боролася за реалізм, перебуваючи під орудою сентиментальних поглядів на життя і, головне, дуже суворих моральних устоїв».
У романах, повістях, літературознавчих і феміністичних есеях Мерседес Кабельо простежуються найрізноманітніші симпатії та впливи, але перш за все вплив французьких класиків — Бальзака і Флобера, Доде і Золя. Перу цієї передової жінки свого часу належить і просторий есей про творчість і філософські погляди Л. Толстого, який, за свідоцтвом критики, також виявив на неї свій вплив. Важливим моментом у оцінці громадських та естетичних поглядів письменниці є її послідовний підхід до художнього слова, як до знаряддя перетворення суспільства та інструменту політичної боротьби.

### Вибрані твори
Романи
- Sacrificio y recompensa (Ліма, 1886, Золота медаль «Ateneo de Lima»)
- Eleodora (Мадрид, 1887)
- Los amores de Hortensia (1886 та 1887)
- Blanca Sol (соціальний роман) (1888, 1889 та 1894)
- Las consecuencias (1890)
- El conspirador (автобіографія) (1892 та 1898)

Есеї
- Influencia de las Bellas Letras en el progreso moral y material de los pueblos (1887)
- La novela realista
- La novela moderna (1892, Премія «Золота троянда»)
- Estudio comparativo de la inteligencia y la belleza de la mujer
- Perfeccionamiento de la educación y la condición social de la mujer
- La religión de la humanidad (1893)
- El conde León Tolstoi (1894)

## Нагороди
1892 — Премія «Золота троянда» на міжамериканському конкурсі есеїв, організованому Літературною академією Буенос-Айреса.